# Derek St. Holmes
Derek St. Holmes (Riverview, Míchigan, 24 de febrero de 1953) es un músico estadounidense reconocido principalmente por su asociación con Ted Nugent en la década de 1970.

## Carrera
En Riverview, Michigan, Derek recibió su primer guitarra a los once años. Tocando en su sótano, Derek desarrolló un enorme gusto por el Rock and Roll de aquella época. Inició su primera banda a corta edad, además de tocar en la agrupación de la escuela.
St. Holmes fue contratado por el guitarrista Ted Nugent, para formar la agrupación The Ted Nugent Band, con los cuales realizó una extensa gira por los Estados Unidos. Viajando y haciendo presentaciones durante casi 300 días al año, lograron compartir escenario con otras bandas famosas de la época, como Aerosmith, Lynyrd Skynyrd, Bob Seger, Michael Schenker Group, Van Halen y Black Sabbath. Permaneció en la agrupación hasta 1978.

## Reunión con Ted Nugent
En 1995, St Holmes retorna a grabaciones junto a Ted Nugent, de las que se desprendió el álbum Spirit of the Wild. Nuevamente colaboró con Nugent en 2014 para la grabación del álbum Shutup & Jam!.

## Discografía

### Álbumes principales
1975 
Ted Nugent Ted Nugent
(Epic Records)*
1976
Ted Nugent Free-for-All
(Epic Records)*
1977
Ted Nugent
Cat Scratch Fever
(Epic Records)*
1978
Ted Nugent
Double Live Gonzo!
(Epic Records)*
1979
St. Paradise
St. Paradise
(Warner Bros. Records)
1980 & 1995
Whitford/St. Holmes
Whitford/St. Holmes
(CBS Records)
1982
Ted Nugent
Nugent
1984 & 1985
Michael Schenker
Built to Destroy
(Chrysalis Records)
1990 & 1993
Vanilla Fudge
Live
(Rhino Records)
1993
Ted Nugent
Out of Control
(Epic Records)
1995
Ted Nugent
Spirit of the Wild
(Atlantic Records)
2000
Then & Now
(Perris Records)
2010
The Paul Reed Smith Band
(Cargo Records)